# Langlaufen op de Olympische Winterspelen 2002
Langlaufen is een van de sporten die beoefend werden tijdens de Olympische Winterspelen 2002 in Salt Lake City. De wedstrijden werden ontsierd door drie dopinggevallen welke achteraf tot correcties in de uitslagen leidde. 

## Mannen

### Sprint 1,5 kilometer vrije stijl
| Rang   | Sporter(s)            | Land | Tijd   |
| ------ | --------------------- | ---- | ------ |
|        | A-Finale              |      |        |
| Goud   | Tor Arne Hetland      | NOR  | 2:56.9 |
| Zilver | Peter Schlickenrieder | GER  | 2:57.0 |
| Brons  | Cristian Zorzi        | ITA  | 2:57.2 |
| 4      | Björn Lind            | SWE  | 2:58.1 |
|        | B-Finale              |      |        |
| 5      | Freddy Schwienbacher  | ITA  | 2:56.1 |
| 6      | Trond Iversen         | NOR  | 2:56.6 |
| 7      | Tobias Angerer        | GER  | 2:58.0 |
| 8      | Hannu Manninen        | FIN  | 2:59.5 |

### 15 kilometer klassieke stijl
| Rang   | Sporter(s)      | Land | Tijd    |
| ------ | --------------- | ---- | ------- |
| Goud   | Andrus Veerpalu | EST  | 37:07.4 |
| Zilver | Frode Estil     | NOR  | 37:43.4 |
| Brons  | Jaak Mae        | EST  | 37:50.8 |
| 4      | Anders Aukland  | NOR  | 38:08.3 |
| 5      | Per Elofsson    | SWE  | 38:10.8 |
| 6      | Erling Jevne    | NOR  | 38:13.6 |
| 7      | Vitali Denisov  | RUS  | 38:17.9 |
| 8      | Magnus Ingesson | SWE  | 38:38.5 |

### 20 kilometer achtervolging
| Rang  | sporter(s)            | Land | 10 km klassiek | 10 km vrije stijl | Totaal tijd |
| ----- | --------------------- | ---- | -------------- | ----------------- | ----------- |
| Goud  | Frode Estil           | NOR  | 26:20          | 23:28.9           | 49:48.9     |
| Goud  | Thomas Alsgaard       | NOR  | 26:56          | 22:52.9           | 49:48.9     |
| Brons | Per Elofsson          | SWE  | 26:39          | 23:13.9           | 49:52.9     |
| 4     | Giorgio Di Centa      | ITA  | 26:30          | 23:23.8           | 49:53.8     |
| 5     | Vitali Denisov        | RUS  | 26:32          | 23:26.5           | 49:58.5     |
| 6     | Pietro Piller Cottrer | ITA  | 27:06          | 22:55.2           | 50:01.2     |
| 7     | Anders Aukland        | NOR  | 26:27          | 23:43.8           | 50:10.8     |
| 8     | Jaak Mae              | EST  | 26:31          | 23:41.1           | 50:12.1     |

 Oorspronkelijk was de gouden medaille uitgereikt aan Johann Mühlegg, in 2004 werd deze hem definitief afgenomen 

### 30 kilometer vrije stijl (massastart)
| Rang   | Sporter(s)            | Land | Tijd      |
| ------ | --------------------- | ---- | --------- |
| Goud   | Christian Hoffmann    | AUT  | 1:11:31.0 |
| Zilver | Mikhail Botvinov      | AUT  | 1:11:32.3 |
| Brons  | Kristen Skjeldal      | NOR  | 1:11:42.7 |
| 4      | Pietro Piller Cottrer | ITA  | 1:11:42.8 |
| 5      | Ole Einar Bjørndalen  | NOR  | 1:11:44.5 |
| 6      | Lukáš Bauer           | CZE  | 1:12:22.3 |
| 7      | Nikolai Boltsjakov    | RUS  | 1:12:50.6 |
| 8      | Sergei Krianin        | RUS  | 1:12:52.0 |

 Oorspronkelijk was de gouden medaille uitgereikt aan Johann Mühlegg, in 2004 werd deze hem definitief afgenomen 

### 50 kilometer klassieke stijl
| Rang   | Sporter(s)          | Land | Tijd      |
| ------ | ------------------- | ---- | --------- |
| Goud   | Michail Ivanov      | RUS  | 2:06:20.8 |
| Zilver | Andrus Veerpalu     | EST  | 2:06:44.5 |
| Brons  | Odd-Bjørn Hjelmeset | NOR  | 2:08:41.5 |
| 4      | Andreas Schlütter   | GER  | 2:08:54.8 |
| 5      | Mikhail Botvinov    | AUT  | 2:09:21.7 |
| 6      | Hiroyuki Imai       | JPN  | 2:09:41.3 |
| 7      | Anders Aukland      | NOR  | 2:10:05.7 |
| 8      | Lukáš Bauer         | CZE  | 2:10:41.9 |

 Oorspronkelijk was de gouden medaille uitgereikt aan Johann Mühlegg, na de uitslag van een positieve dopingtest werd deze hem  afgenomen 

### 4 x 10 kilometer estafette
| Rang   | Sporter(s)                                                               | Land | Tijd      |
| ------ | ------------------------------------------------------------------------ | ---- | --------- |
| Goud   | Anders Aukland Frode Estil Kristen Skjeldal Thomas Alsgaard              | NOR  | 1:32:45.6 |
| Zilver | Fabio Maj Giorgio Di Centa Pietro Piller Cottrer Cristian Zorzi          | ITA  | 1:32:45.8 |
| Brons  | Jens Filbrich Andreas Schlütter Tobias Angerer René Sommerfeldt          | GER  | 1:33:54.5 |
| 4      | Alexander Marent Mikhail Botvinov Gerhard Urain Christian Hoffmann       | AUT  | 1:34:04.9 |
| 5      | John Bauer Kris Freeman Justin Wadsworth Carl Swenson                    | USA  | 1:34:05.5 |
| 6      | Sergei Novikov Michail Ivanov Vitali Denisov Nikolai Boltsjakov          | RUS  | 1:34:50.2 |
| 7      | Martin Koukal Jiří Magál Lukáš Bauer Petr Michl                          | CZE  | 1:35:51.3 |
| 8      | Alexandre Rousselet Christophe Perrillat Vincent Vittoz Emmanuel Jonnier | FRA  | 1:35:50.8 |

## Vrouwen

### Sprint 1,5 kilometer vrije stijl
| Rang   | Sporter(s)        | Land | Tijd   |
| ------ | ----------------- | ---- | ------ |
|        | A-Finale          |      |        |
| Goud   | Joelia Tsjepalova | RUS  | 3:10.6 |
| Zilver | Evi Sachenbacher  | GER  | 3:12.2 |
| Brons  | Anita Moen        | NOR  | 3:12.7 |
| 4      | Claudia Künzel    | GER  | 3:13.3 |
|        | B-Finale          |      |        |
| 5      | Beckie Scott      | CAN  | 3:24.9 |
| 6      | Maj Helen Sorkmo  | NOR  | 3:25.5 |
| 7      | Andreja Mali      | SLO  | 3:25.9 |
| 8      | Gabriella Paruzzi | ITA  | 3:26.1 |

### 10 kilometer klassieke stijl
| Rang   | Sporter(s)        | Land | Tijd    |
| ------ | ----------------- | ---- | ------- |
| Goud   | Bente Skari       | NOR  | 28:05.6 |
| Zilver | Joelia Tsjepalova | RUS  | 28:09.9 |
| Brons  | Stefania Belmondo | ITA  | 28:45.8 |
| 4      | Beckie Scott      | CAN  | 28:49.2 |
| 5      | Ljoebov Jegorova  | RUS  | 28:50.7 |
| 6      | Hilde G. Pedersen | NOR  | 28:56.2 |
| 7      | Satu Salonen      | FIN  | 29:02.3 |
| 8      | Petra Majdič      | SLO  | 29:03.9 |

 Olga Danilova eindigde als 1e maar werd gediskwalificeerd 

### 10 kilometer achtervolging
| Rang   | Sporter(s)          | Land | 5 km klassiek | 5 km vrije stijl | Totaal tijd |
| ------ | ------------------- | ---- | ------------- | ---------------- | ----------- |
| Goud   | Beckie Scott        | CAN  | 13:17         | 11:52.9          | 25:09.9     |
| Zilver | Kateřina Neumannová | CZE  | 13:27         | 11:43.0          | 25:10.0     |
| Brons  | Viola Bauer         | GER  | 13:15         | 11:56.1          | 25:11.1     |
| 4      | Joelia Tsjepalova   | RUS  | 13:30         | 11:41.3          | 25:11.3     |
| 5      | Nina Gavriljoek     | RUS  | 13:26         | 11:47.5          | 25:13.5     |
| 6      | Bente Skari         | NOR  | 13:11         | 12:03.2          | 25:14.2     |
| 7      | Petra Majdič        | SLO  | 13:06         | 12:10.5          | 25:16.5     |
| 8      | Gabriella Paruzzi   | ITA  | 13:33         | 11:45.6          | 25:18.6     |

 Olga Danilova eindigde als 1e, Larisa Lazoetina eindigde als 2e maar beiden werden gediskwalificeerd 

### 15 kilometer vrije stijl (massastart)
| Rang   | Sporter(s)          | Land | Tijd    |
| ------ | ------------------- | ---- | ------- |
| Goud   | Stefania Belmondo   | ITA  | 39:54.4 |
| Zilver | Kateřina Neumannová | CZE  | 40:01.3 |
| Brons  | Joelia Tsjepalova   | RUS  | 40:02.7 |
| 4      | Kaisa Varis         | FIN  | 40:04.1 |
| 5      | Svetlana Nagejkina  | BLR  | 40:17.9 |
| 6      | Gabriella Paruzzi   | ITA  | 40:25.7 |
| 7      | Kristina Šmigun     | EST  | 40:33.6 |
| 8      | Karine Philippot    | FRA  | 40:38.6 |

 Larisa Lazoetina eindigde als 2e maar werd gediskwalificeerd 

### 30 kilometer klassieke stijl
| Rang   | Sporter(s)            | Land | Tijd      |
| ------ | --------------------- | ---- | --------- |
| Goud   | Gabriella Paruzzi     | ITA  | 1:30:57.1 |
| Zilver | Stefania Belmondo     | ITA  | 1:31:01.6 |
| Brons  | Bente Skari           | NOR  | 1:31:36.3 |
| 4      | Anita Moen            | NOR  | 1:31:36.3 |
| 5      | Valentina Shevtsjenko | UKR  | 1:33:03.1 |
| 6      | Viola Bauer           | GER  | 1:33:25.1 |
| 7      | Kristina Šmigun       | EST  | 1:33:52.7 |
| 8      | Vibeke Skofterud      | NOR  | 1:35:02.3 |

 Larisa Lazoetina eindigde als 1e maar werd gediskwalificeerd 

### 4 x 5 kilometer estafette
| Rang   | Sporter(s)                                                                       | Land | Tijd    |
| ------ | -------------------------------------------------------------------------------- | ---- | ------- |
| Goud   | Manuela Henkel Viola Bauer Claudia Künzel Evi Sachenbacher                       | GER  | 49:30.6 |
| Zilver | Marit Bjørgen Bente Skari Hilde G. Pedersen Anita Moen                           | NOR  | 49:31.9 |
| Brons  | Andrea Huber Laurence Rochat Brigitte Albrecht-Loretan Natascia Leonardi-Cortesi | SUI  | 50:03.6 |
| 4      | Helena Balatková Kamila Rajdlová Kateřina Neumannová Kateřina Hanušová           | CZE  | 50:35.2 |
| 5      | Jelena Kalugina Svetlana Nagejkina Vera Zjatikova Natalia Zjatikova              | BLR  | 50:37.9 |
| 6      | Marianna Longa Gabriella Paruzzi Sabina Valbusa Stefania Belmondo                | ITA  | 50:38.6 |
| 7      | Kati Sundqvist Satu Salonen Riitta-Liisa Lassila Kaisa Varis                     | FIN  | 50:45.5 |
| 8      | Sara Renner Milaine Thériault Amanda Fortier Beckie Scott                        | CAN  | 56:49.6 |

## Medaillespiegel
| Rang   | Land        | Goud | Zilver | Brons | Totaal |
| ------ | ----------- | ---- | ------ | ----- | ------ |
| 1      | Noorwegen   | 5    | 2      | 4     | 11     |
| 2      | Italië      | 2    | 2      | 2     | 6      |
| 3      | Rusland     | 2    | 1      | 1     | 4      |
| 4      | Duitsland   | 1    | 2      | 2     | 5      |
| 5      | Estland     | 1    | 1      | 1     | 3      |
| 6      | Oostenrijk  | 1    | 1      | 0     | 2      |
| 7      | Canada      | 1    | 0      | 0     | 1      |
| 8      | Tsjechië    | 0    | 2      | 0     | 2      |
| 9      | Zweden      | 0    | 0      | 1     | 1      |
| 9      | Zwitserland | 0    | 0      | 1     | 1      |
| Totaal | Totaal      | 13   | 11     | 12    | 36     |